# Mohamed Choukri
 (mars 2023).
Si vous disposez d'ouvrages ou d'articles de référence ou si vous connaissez des sites web de qualité traitant du thème abordé ici, merci de compléter l'article en donnant les références utiles à sa vérifiabilité et en les liant à la section « Notes et références ».
Mohamed Choukri (en berbère : Muḥemmed Cikri, en arabe : محمد شكري) né le 15 juillet 1935 à Aït Chiker, dans la  Province de Nador, au Maroc, et mort le 15 novembre 2003  à Rabat, est un écrivain marocain, dont les livres sont principalement écrits en arabe classique.

## Biographie

### Première jeunesse, du Rif jusqu'à Tanger
Mohamed Choukri est né en 1935 à Ayt Chiker, un petit village amazighophone du Rif près de Nador au Maroc. Il vient au monde au milieu d'une famine, dans une famille pauvre et nombreuse. Sa langue maternelle est le Rifain (Tarifit). À cause de la misère, sa famille plie bagage et part pour Tétouan, puis enfin Tanger. Il grandit dans une famille au père tyrannique, violent envers ses enfants comme envers sa femme ; Choukri l'accusera même d'avoir tué Abdel Kader, son jeune frère. Après une dispute familiale, Il s'enfuit à l'âge de onze ans et devient un enfant des rues, à Tanger, où il vit dans les quartiers les plus pauvres de la ville, côtoyant la misère, la violence, et la drogue. Il survit à l'aide de petits métiers. Il se fait guide pour marins arrivant à Tanger, apprend l'espagnol et vit déjà dans un milieu peuplé de prostituées, de petits et grands voleurs. À l'âge de vingt ans, il est arrêté et emprisonné par les Espagnols qui occupaient le nord du Maroc. Durant son séjour en prison, il côtoie un partisan de l'indépendance qui lui enseigne la lecture et l'écriture, avec succès puisqu'il deviendra instituteur.

### Apprentissage de la lecture et de l'écriture
Grâce à cette opportunité, Mohamed Choukri  apprend à lire et à écrire l'arabe, langue quelque peu différente de la darija (arabe dialectal marocain) et du Rifain, desquels il est familier. Il quitte Tanger en 1956, année de l'indépendance du Maroc, et part à Larache. Il a 21 ans et s'inscrit dans une école primaire pour perfectionner son apprentissage. Il persévère et poursuit ses études dans une école normale afin de devenir instituteur. De retour à Tanger dans les années 1960, il continue à fréquenter les bars et maisons closes. Il se met à écrire sur sa vie en arabe standard, avec une franchise absolue, qui ne sera pas appréciée par tout le monde. 

### Rencontre avec de grands écrivains et œuvre littéraire
Dans les années 1960, au coeur du Tanger cosmopolite, Mohamed Choukril fera la rencontre de grands écrivains tels que Paul Bowles, Jean Genet et Tennessee Williams. Il commence à être publié dès 1966 (dans Al-adab (La littérature), mensuel de Beyrouth, la nouvelle Al-Unf ʿala al-shati, c'est-à-dire Violence sur la plage). Son succès international viendra avec la traduction en anglais par Paul Bowles de Al-khoubz Al-Hafi (Le Pain nu, For Bread alone, Peter Owen Editions) en 1973. Le livre sera traduit en français par Tahar Ben Jelloun en 1980 (éditions Maspero), publié en arabe en 1982 et interdit au Maroc de 1983 à 2000. 
Ses principales œuvres seront la trilogie autobiographique commencée avec Le Pain nu, suivi de Zaman Al-Akhtaâ aw Al-Shouttar (Le Temps des erreurs ou la Sagesse de la rue, 1992) puis Visages. Il écrira aussi une série de nouvelles dans les années 1960-1970 (Majnoun Al-Ward, Le Fou des roses, 1980 ; Al-Khaima, La Tente, 1985), ainsi que des recueils de mémoires concernant ses rencontres avec les écrivains Paul Bowles, Jean Genet et Tennessee Williams (Jean Genet et Tennessee Williams à Tanger, 1992, Jean Genet à Tanger, 1993, Jean Genet, suite et fin, 1996, Paul Bowles, le reclus de Tanger, 1997).
Le 15 novembre 2003, à l'hôpital militaire de Rabat, Mohamed Choukri succombe à un cancer. Il est inhumé au cimetière Marshan à Tanger le 17 novembre en présence du ministre de la Culture, de hauts fonctionnaires, de personnalités du monde de la culture et du porte-parole du palais royal. Avant de mourir, il créa la fondation Mohamed Choukri (président, Mohamed Achaâri), possédant ses droits d'auteur, ses manuscrits et travaux personnels. Il fit bénéficier d'une pension à vie sa domestique, Fathia, qui passa près de 22 ans à travailler pour lui.

### Censure duPain nu
Le livre Le Pain nu, est tout autant un succès international, après sa traduction en anglais par Paul Bowles, qu'un scandale dans les pays arabes. Après l'édition en arabe en 1982, le livre est interdit en 1983 sur décision du ministre de l'intérieur Driss Basri, suivant les recommandations des oulémas, scandalisés par les références aux expériences sexuelles et celles répétées aux drogues du jeune adolescent.
- La censure prend fin en 2000, Le Pain nu paraît au Maroc.
- En 2005, Le Pain nu est retiré du syllabus d'un cours de littérature arabe moderne à l'Université américaine du Caire car il contiendrait des passages sexuellement explicites.

## Œuvres
- Le Pain nu, trad. de Tahar Ben Jelloun, Paris, Éditions François Maspero, coll. « Actes et mémoires du peuple », 1980, 156 p.  (ISBN 2-7071-1143-0)
- La Tente, nouvelles, 1985.
- Jean Genet et Tennessee Williams à Tanger, trad. de Mohamed El Ghoulabzouri, Paris, Éditions Quai Voltaire, 1992, 167 p.  (ISBN 978-2-87653-115-4)
- Le Fou des roses [« Maǧnūn al-ward »], nouvelles, trad. de Mohamed El Ghoulabzouri, Paris, Éditions La Découverte, 1992, 146 p.  (ISBN 2-7071-2158-4)
- Le Temps des erreurs [« Zaman al-ah̲ṭāʼ »], trad. de Mohamed El Ghoulabzouri, Paris, Éditions du Seuil, 1994, 183 p.  (ISBN 2-02-019675-1) (ré-éd. 2005  (ISBN 2-02-078989-2))
- Jean Genet à Tanger, 1993.
- Jean Genet, suite et fin, 1996.
- Saga maure, [photographies de] Martine Voyeux ; nouvelles inédites de Manuel Vázquez Montalbán et de Mohamed Choukri ; traduites par René Pons, Mohamed El Ghoulabzouri. Marval, 1995  (ISBN 2-86234-172-X)
- Paul Bowles. Le Reclus de Tanger, trad. de Mohamed El Ghoulabzouri, Paris, Éditions Quai Voltaire, 1997, 192 p.  (ISBN 2-912517-01-X)
- Zoco Chico [« el Zoco Chico »], trad. de Mohamed El Ghoulabzouri, Bruxelles, Belgique, Didier Devillez Éditeur, 1996, 160 p.  (ISBN 2-87396-004-3)
- Visages, 1996[2].
- Roses et cendres, correspondance avec Mohamed Berrada (" Ward wa-ramad : rasa'il"), trad. de Mohamed Hmoudane, Marrackech, Editions Les infréquentables, 2021, 164 p.  (ISBN 978-9954-599-23-5)

## Adaptations cinématographiques
Le livre Le Pain nu a été adapté au cinéma par Rachid Benhadj, dans une production italo-franco-algérienne de 2004.